# Čachovice
Čachovice là một làng thuộc huyện Mladá Boleslav, vùng Středočeský, Cộng hòa Séc.